# درک ماسارلا
درک ماسارلا (به انگلیسی: Derek Massarella)، استاد دانشگاه از دانشگاه چوئو (۱۹۸۸–۲۰۲۱) بود. او در سال ۱۹۷۷ در زمینه تاریخ از دانشگاه یورک فارغ‌التحصیل شده و در زمینه روابط اروپا و آسیا در قرون ۱۶ و ۱۷ متخصص است.

## ویلیام آدامز

### تصویر
به گفتهٔ درک ماسارلا، استاد تاریخ از دانشگاه چوئو در توکیو:
برخی در انگلیس از اینکه هیچ بنای یادبودی مشابه آدامز در سرزمین مادری او وجود نداشت خجالت می‌کشیدند و پس از سال‌ها لابی‌گری، ساعت یادبودی در گیلینگهام به افتخار این مرد بومی شهر نصب شد که طبق کتابچه‌ای که برای مراسم تقدیم در ۱۹۳۴ نوشته شده، او در زمان بیگانگی انگلیس و ژاپن، ژاپن را «کشف» کرد. مانند کتیبه ای که در آنجین-تسوکا وجود دارد، این کتابچه محصولی از فانتزی و هزل‌گویی است، فقط خیلی بیشتر از آن. نمودار در دست راست اوست و دست چپ روی شمشیر تکیه داده و مصمم به افق ناشناخته خیره شده‌است.
با این حال یک تصویر واقعی معاصر وجود دارد. این یک طراحی مشتق شده از ویلیام آدامز است که به نظر می‌رسد بر اساس طرحی منسوب به دوروتی برمینگهام، از توضیحات ارائه شده توسط ملکیور فون سنتوورت نقاشی شده‌است. طرح اصلی در موزه دریایی روتردام یافت می‌شود، که متخصص آن مارسل کرون معتقد است. نسخه ای از آن در کتابخانه بادلین دانشگاه آکسفورد نگهداری می‌شود.